# Bétrix & Consolascio
Bétrix & Consolascio ist ein 1978 von den beiden Architekten Marie-Claude Bétrix (* 3. Juni 1953 in Neuchâtel) und Eraldo Consolascio (* 24. Januar 1948 in Locarno) gegründetes Schweizer Architekturbüro mit Sitz in Zürich.

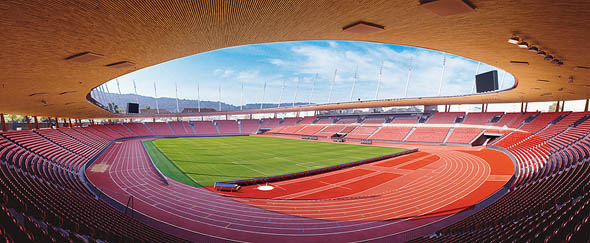
Letzigrund

## Partner
Marie-Claude Bétrix studierte bis 1978 Architektur an der ETH Zürich, bearbeitete anschließend gemeinsam mit Eraldo Consolascio und anderen Partnern diverse Projekte. 1984 wurde sie Mitglied der Baukommission der Stadt Neuenburg und 1992 Mitglied des Gestaltungsbeirates der Stadt Salzburg, wo sie 1994 bis 1997 den Vorsitz hatte. Marie-Claude Bétrix hatte Lehrtätigkeiten am Southern California Institute of Architecture, an der Ingenieurschule Biel sowie an der Universität Darmstadt.
Eraldo Consolascio studierte erst Mathematik an der ETH Zürich und anschließend Architektur. Nach seinem Diplom war er Assistent am Lehrstuhl Steinegger und Campus an der ETH Zürich. Daneben erstellte er gemeinsam mit Aldo Rossi und Max Bosshard eine Studie über die ländliche Architektur im Kanton Tessin. 1988–1990 war Eraldo Consolascio Gastdozent für Entwurf an der ETH Zürich und seit 2006 ist er Mitglied des Baukollegiums der Stadt Zürich.

## Architektur
Seit seiner Gründung 1978 hat das Büro von Marie-Claude Bétrix und Eraldo Consolascio eine eigene architektonische Handschrift entwickelt wie zum Beispiel beim Bau des Letzigrund-Stadion in Zürich. Erste Bauten entstanden im Tessin Anfang der 1980er Jahre. Mit den Bauten und Umbauten für die Energieversorgung in Salzburg (1985–2003) befasste sich das Büro dann mit der städtebaulichen Bedeutung von Industriebauten. 2010 verlegte das Architekturbüro seinen Sitz von Erlenbach im Zürcher Stadtteil Seefeld.

## Bauten

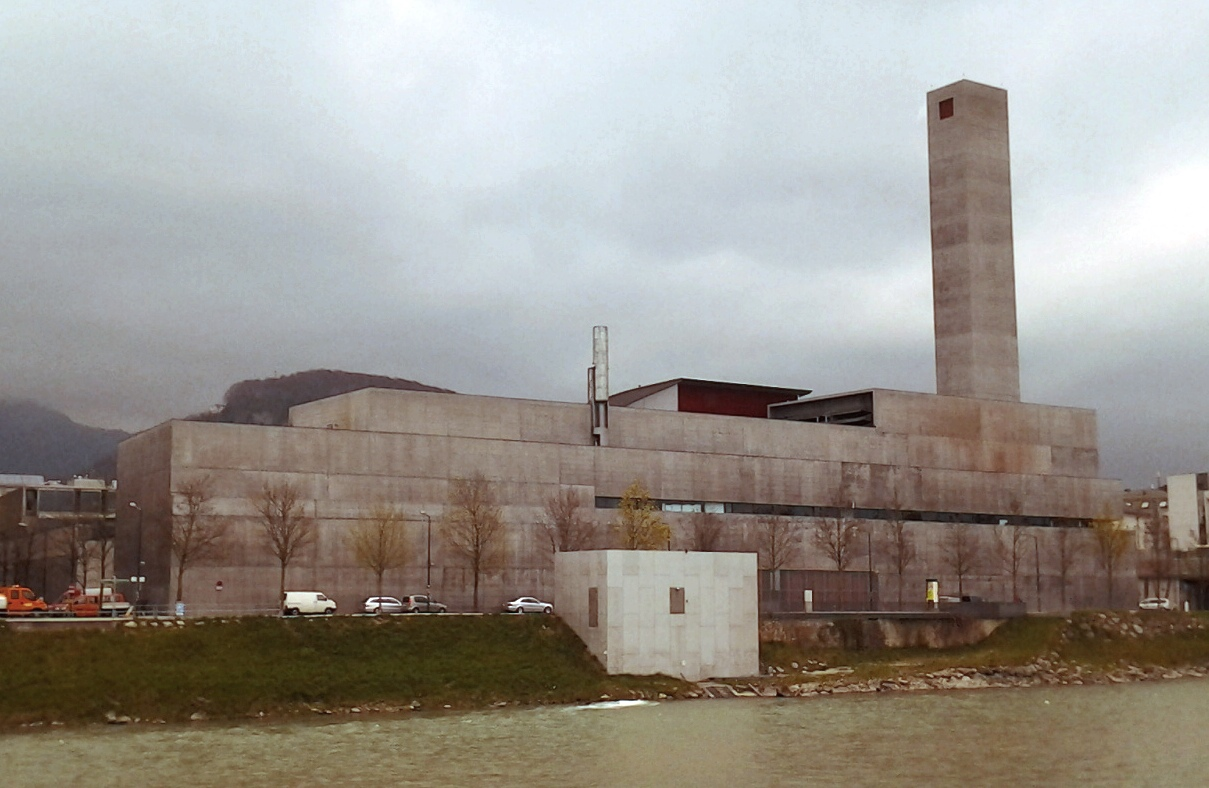
Heizkraftwerk Salzburg Mitte

- 1978–1981: Kugellagerfabrik Sferax, Cortaillod
- 1980–1982: Gewerbehaus Berni, Uster
- 1982–1983: Casa Consolascio, Minusio
- 1983: Umbau Landenberghaus, Greifensee
- 1983–1984: Casa Stoira, Avegno
- 1983–1984: Umbau Bellerivestrasse, Zürich
- 1984–1985: Haus Guth, Oberengstringen
- 1985–1986: Umbau Hotel des Balances, Luzern
- 1989–1992/1992–1995: Umspannwerk Mitte, Salzburg mit Eric Maier
- 1992–1995: Heizkraftwerk Nord, Salzburg
- 1995: Personalrestaurant Kinderklinik, Bern
- 1992–1998: SBB-Viadukt Fil Rouge, Zürich
- 1996–1999: Umspannwerk West Maxglan, Salzburg mit Eric Maier
- 1997–1999: Messehalle 9 Olma, St. Gallen
- 1997–2000: Sporthalle, Zug
- 1998–2001: Mediathek und Umbau Kantonsschule, Küsnacht
- 1995–2002: Heizkraftwerk Mitte und Betriebsgebäude, Salzburg mit Eric Maier
- 1983–2002: Universitäts-Frauenklinik, Bern
- 2000–2002: Expo.02, Murten
- 2001–2003: Bürogebäude Pfizer, Zürich
- 2003–2007: Letzigrund, Zürich
- 2006–2009: V-Zug Lager, Zug
- 2006–2011: Wohn- und Geschäftsüberbauung Leutschenbach, Zürich

## Auszeichnungen und Preise
- Auszeichnungen für gute Bauten im Kanton Zug 1996–2005 für Sporthalle Herti, Zug
- 2008: Ernst-A.-Plischke-Preis für Letzigrund

## Bücher
Die erste Monografie Bétrix & Consolascio – Perspektivwechsel / A Shift in Perspective präsentiert sich als Werkübersicht und widmet sich der Frage der Architekturvermittlung. 2008 widmete die Eidgenössische Technische Hochschule Zürich dem Architektenduo eine monographische Ausstellung an der ETH Hönggerberg und präsentiert eine Werkübersicht der letzten 30 Jahre. Weitere Ausstellung und Vorträge waren unter anderen 2003 <in/aus/nach: Salzburg> in Salzburg oder Er&Sie im Jahr 2008 aus einer Reihe des Architekturforums Ostschweiz.
- Bétrix & Consolascio – Perspektivwechsel / A Shift in Perspective. 2008, ISBN 978-3-85676-226-1.
- Bétrix & Consolascio in Architektur-Galerie Leipzig, Stadt Haus Architektur. 2000.
- Emerging European Architects. Portrait, New York 1988.

## Nachweise
1. ↑  Eintrag der «Bétrix & Consolascio Architekten AG» im Handelsregister des Kantons Zürich (Seite nicht mehr abrufbar, festgestellt im April 2018. Suche in Webarchiven)  Info: Der Link wurde automatisch als defekt markiert. Bitte prüfe den Link gemäß Anleitung und entferne dann diesen Hinweis.
2. 1 2 3  Sylvain Malfroy: Bétrix & Consolascio: Perspektivwechsel (Memento vom 6. Mai 2016 im Internet Archive)